# Conflit de 2021 entre le Kirghizistan et le Tadjikistan
Le conflit de 2021 entre le Kirghizistan et le Tadjikistan est un conflit post-soviétique qui aurait commencé en raison d'un différend sur l'eau entre les deux pays d'Asie centrale,.

## Raisons
Les combats se déroulent sur la section contestée de la frontière entre le Kirghizistan et le Tadjikistan. D'après les cartes de 1924-1927 et de 1989, le point de distribution d'eau de Golovny, qui est situé dans le cours supérieur de la rivière Isfara (en), appartient au Tadjikistan. Le point de distribution est utilisé pour l'irrigation et l'approvisionnement en eau dans les régions frontalières du Tadjikistan, du Kirghizistan et de l'Ouzbékistan.
Une autre raison du conflit est le mécontentement de la population locale face à l'installation de caméras de surveillance. Après des querelles à ce sujet, les combats ont commencé avec la participation de militaires des deux pays.

## Chronologie
Le 28 avril, les forces du Tadjikistan et du Kirghizistan à la frontière entre les deux pays près de Kök-Tash ont déclenché des affrontements, faisant quatre morts et des dizaines de blessés.
Au 29 avril, au moins 41 personnes ont été tuées des deux côtés et environ 10 000 personnes ont été évacuées de la zone où se déroulaient les combats.
Le même jour, les ministres des Affaires étrangères du Tadjikistan et du Kirghizistan sont convenus d'un cessez-le-feu à la frontière.
Le 30 avril, le Tadjikistan a reconnu le cessez-le-feu dans une déclaration publiée par son service d'information, mais l'État n'a accepté aucune victime ni aucun dommage résultant de la violence. Le 1er mai, le président kirghize Sadyr Japarov a signé un décret qui déclare un deuil national de deux jours.

## Réactions
- Kirghizistan : selon le Kirghizistan, le conflit a commencé après que la partie tadjike a installé des caméras de surveillance sur le territoire du site du « Main Watershed ».
- Tadjikistan : selon le Tadjikistan, les citoyens du Kirghizistan, dirigés par le chef du district de Batken, Akilbek Orazov, ont incité au conflit.
- Russie : Le ministère russe des Affaires étrangères a déclaré qu'il était nécessaire que les gouvernements du Kirghizistan et du Tadjikistan parviennent à un accord durable pour éviter de nouveaux affrontements frontaliers. Selon le communiqué : « Nous appelons les parties à parvenir, à travers des négociations dans un esprit de partenariat et de politique de bon voisinage, à un accord durable et viable qui normalisera la situation et prendra des mesures pour prévenir de tels incidents. »